# Gare de Nanasato
La gare de Nanasato (七里駅, Nanasato-eki) est une gare ferroviaire japonaise située à Saitama dans la préfecture de Saitama. Elle est gérée par la compagnie Tōbu.

## Situation ferroviaire
La gare de Nanasato est située au point kilométrique (PK) 5,6 de la ligne Tōbu Urban Park.
Elle est composée de 2 voies entourée de 2 quais.
Les quais sont décalés par la présence d'une troisième voie en terminus au niveau du quai nord.
Les voies en service sont électrifiées sur toute la longueur en 1500V continu, la voie en impasse ne l'est pas.

## Histoire
La gare a été inaugurée le 17 novembre 1929 (Showa 4) sur la ligne Tōbu noda comme gare de Shichiri du nom du village de l'époque autour. La compagnie s'appelait le chemin de fer d'Hokusō puis chemin de fer de Sobu en novembre de la même année,.
À partir de  mars 1944 la Tōbu reprend l'exploitation de la ligne Noda en absorbant la compagnie du chemin de fer Sōbu. En 1955 le village de Shichiri est incorporé dans la ville d'Ōmiya avec d'autres villages.
En 1988 le projet d'agrandissement du quai direction Ōmiya est décidé. La passerelle couverte est équipée d'escalators, et la mise aux normes UFR est en cours, ce qui fait que cette station est parmi les premières de la ligne à être aménagées.
En 2001 Ōmiya fusionne administrativement avec d'autres villes créant la ville de Saitama.
En 2008 (Heisei 20) la mélodie de départ est installée en gare, et en 2009 (Heisei 21) la gestion de la station est transférée à une filiale de la Tōbu : la Tōbu station service. En 2011 le symbole TD05 est décidé. Au même moment des toilettes, des ascenseurs et des rampes d'accès sont installés sur et autour de la passerelle couverte. Une nouvelle signalétique est installée.
En 2021 (Reiwa 3),la construction d'un nouveau bâtiment voyageur, d'une passerelle couverte intégrée au bâtiment et d'un accès côté nord est entreprise. L'ancien bâtiment voyageur étant trop étriqué et donnant sur des ruelles, ne permettant pas un accès aisé, la sortie côté nord est construite car le nouvel accès sud ne donne que sur une rue limitée et peu large. En complément de l'accès nord, un axe routier principal et une boucle routière sont bâtis. L'ancien bâtiment et la passerelle sont fermés.
En 2024 (Reiwa 6) ouverture de tous les accès de la gare.

## Services aux voyageurs

### Accès et accueil
La gare dispose d'un bâtiment voyageurs, avec guichet, ouvert tous les jours. Il y a deux accès, de chaque côté des voies (côté nord et côté sud). Une gare de taxi avec une rue en boucle se situe côté nord.
Le passage se fait au dessus des voies à l'intérieur du bâtiment de la gare. La gare fait office de passerelle pour traverser la ligne pour les piétons sans avoir besoin d'un titre de transport, le corridor central étant libre d'accès et ayant des ascenseurs de chaque côté.
Les quais sont intégralement sous une marquise.
Des parkings vélos et autos sont présents côté sud de la gare.

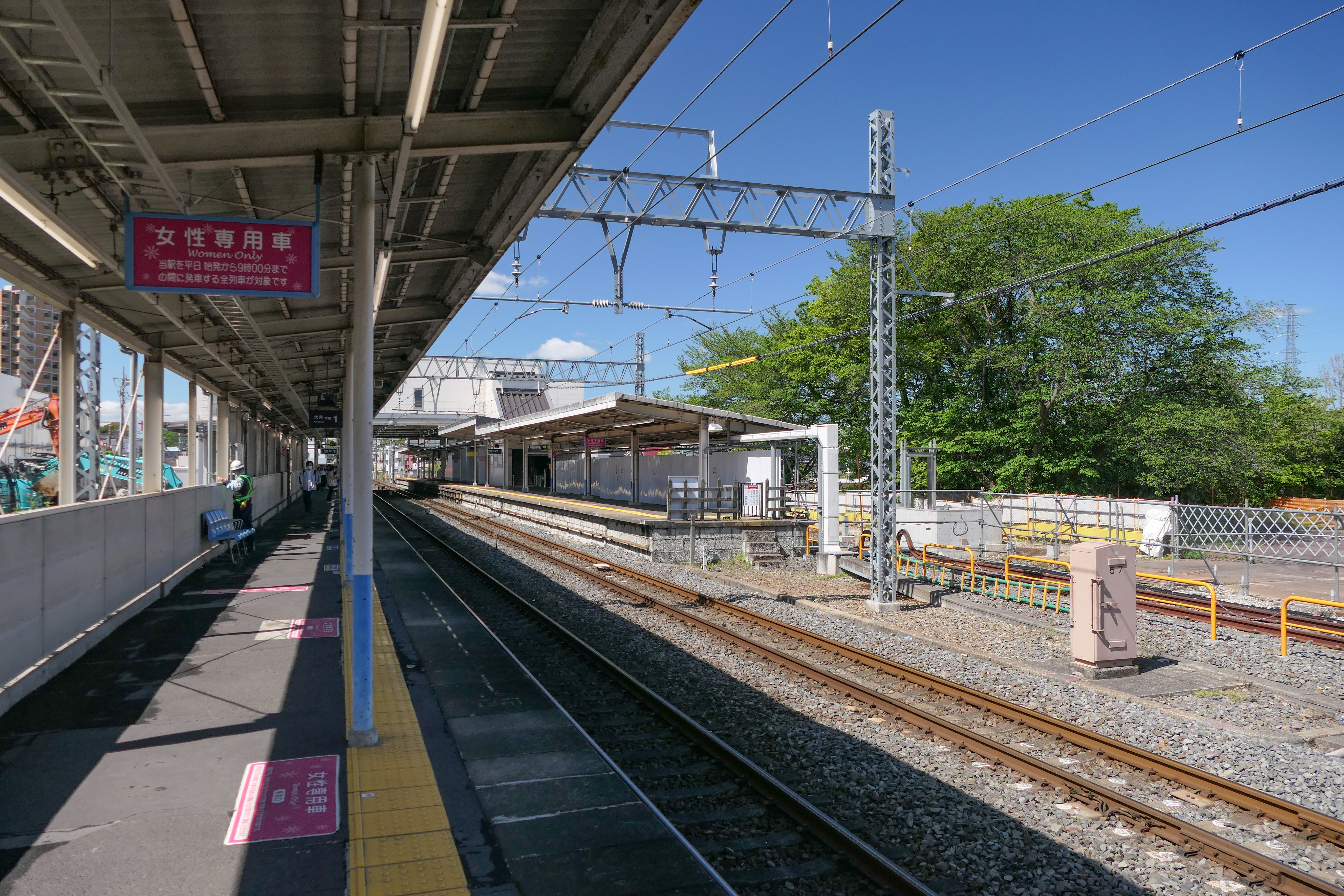
Vue du quai en 2024, on voit la 3eme voie à droite

## Autour de la gare
Le côté nord est composé de maisons individuelles et de zone non bâties et en cours d'aménagement.
Le côté sud de la gare est le principal et le plus ancien. La densité est à peine plus élevée. De grandes zones résidentielles composées de maisons dominent le secteur avec quelques commerces de petite taille dont les habituels Family mart /7-Eleven .
Ces dernières années, le développement des terrains résidentiels a été actif.

### Desserte
La gare de Nanasato est au niveau du sol et est composée de 2 voies avec 2 quais.
| 1 | TD Ligne Urban Park : | Ōmiya     |
| 2 | TD Ligne Urban Park : | Funabashi |

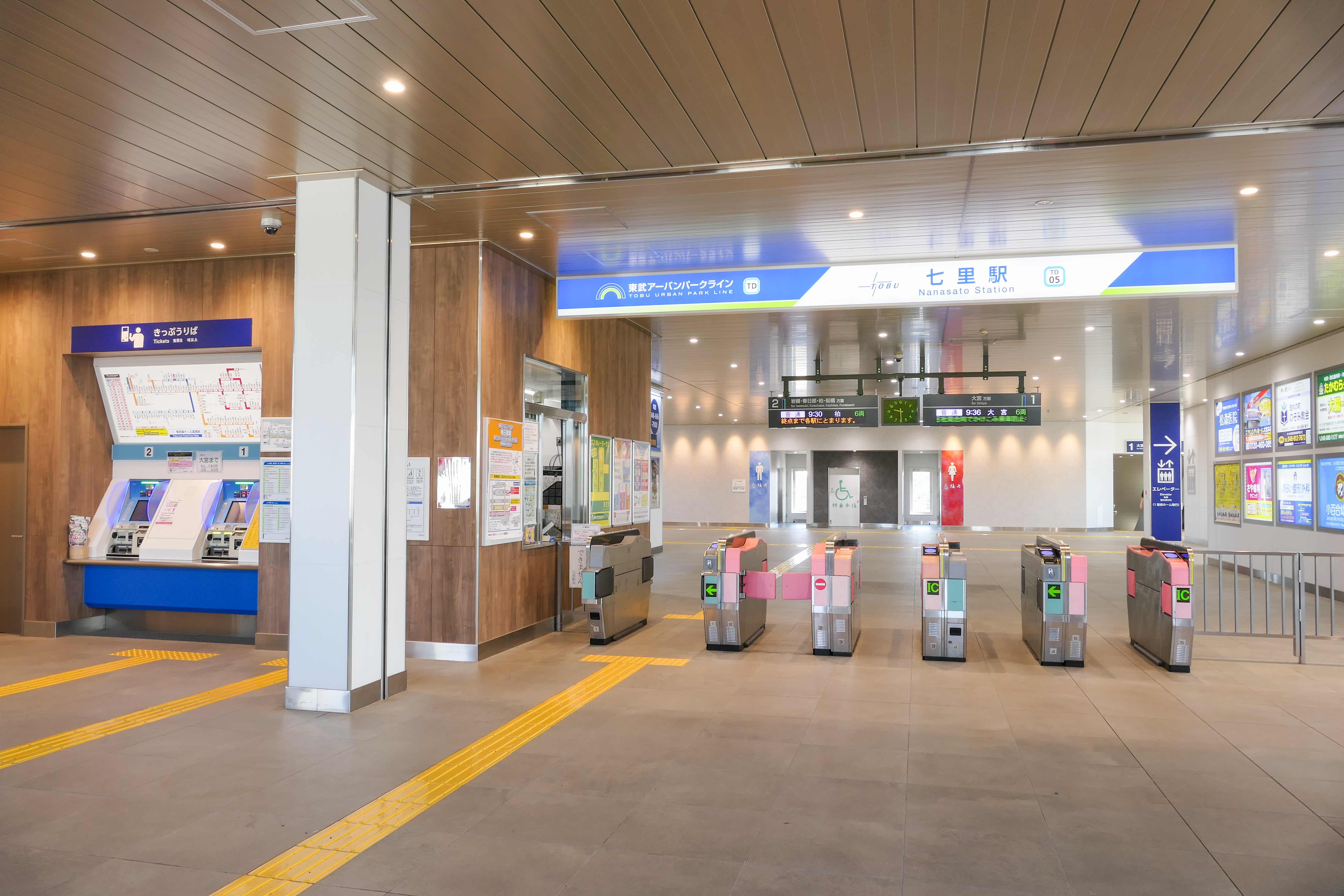
Ligne de contrôle
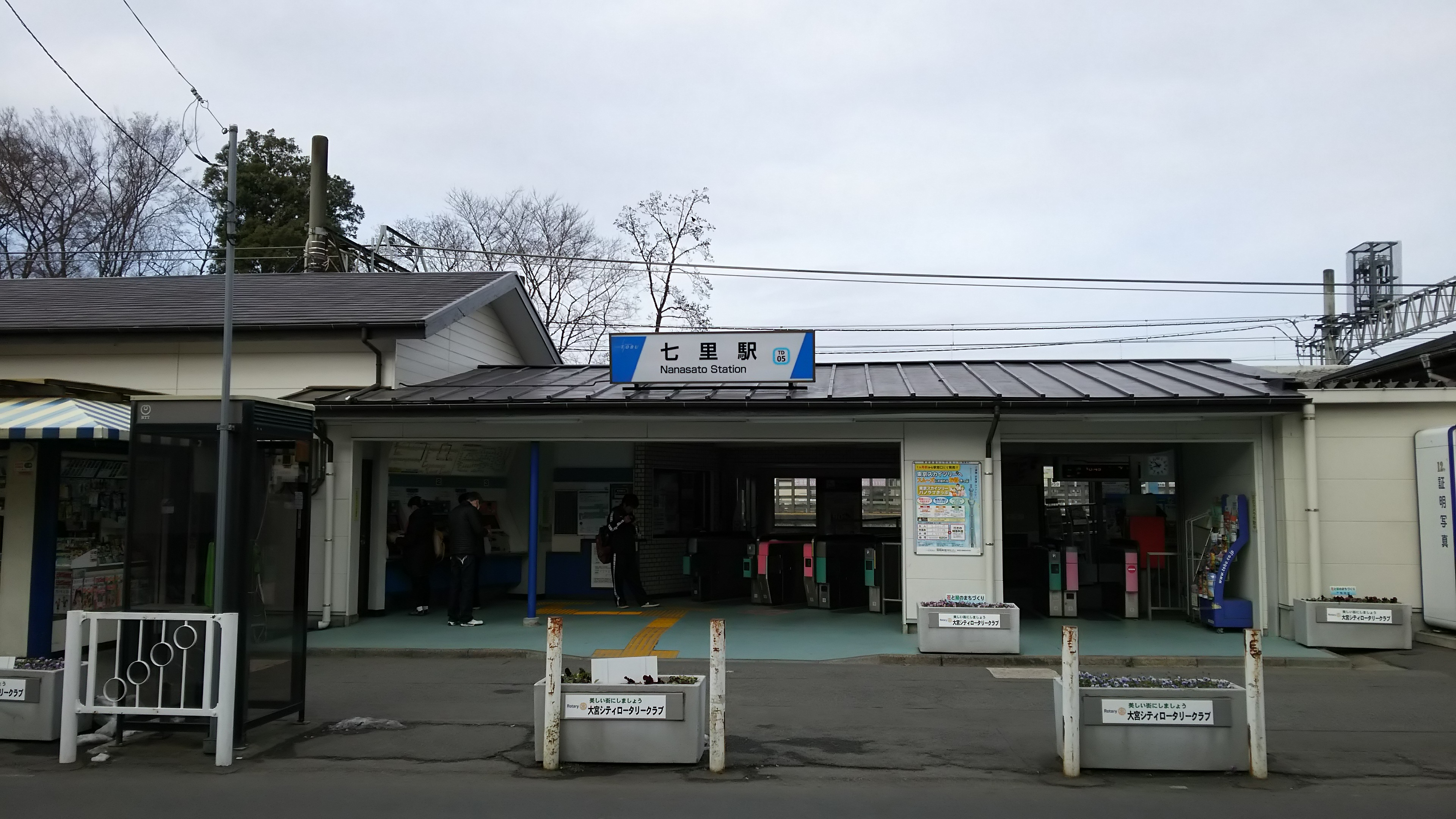
Ancien bâtiment de la gare